# Lockheed L-10 Electra
Lockheed L–10 Electra je americký dvoumotorový celokovový dopravní dolnoplošník s dvojitou SOP z poloviny 30. let 20. století, současník typů Boeing 247 a Douglas DC-2.

## Vývoj

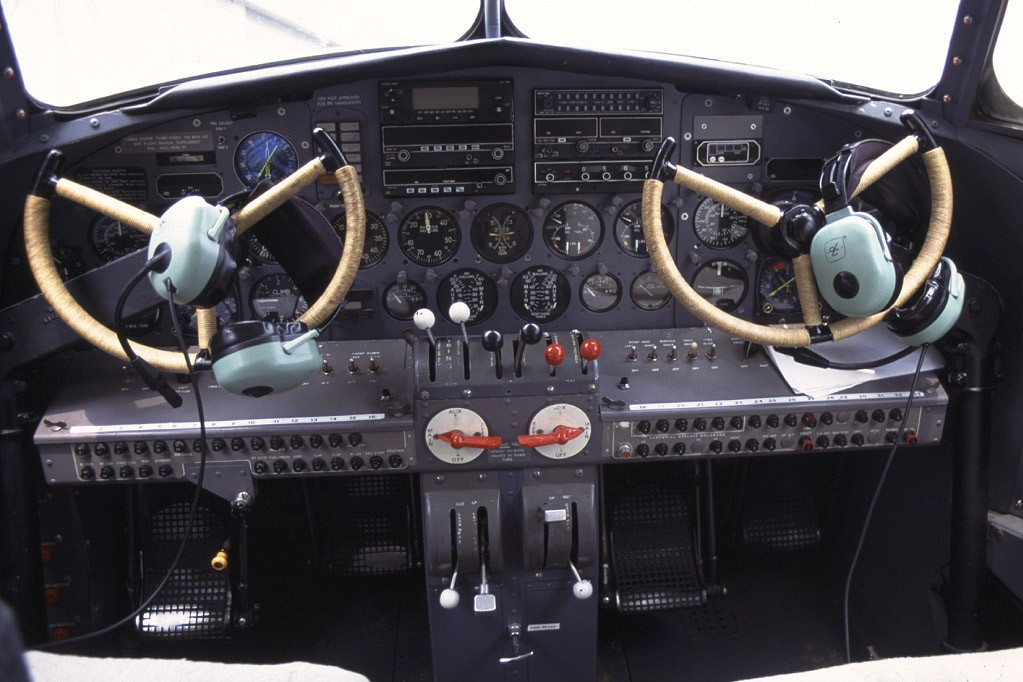
Kokpit letounu Lockheed 10A Electra

Electra byla prvním dvoumotorovým letounem firmy Lockheed. Při jeho vývoji byly provedeny zkoušky modelů v aerodynamickém tunelu Michiganské univerzity. Podíl na nich také měl aerodynamik Clarence Leonard „Kelly“ Johnson, v té době pracující jako asistent profesora Edwarda Stalkera. Johnson později nastoupil k firmě Lockheed (nakonec působil jako první šéf ADP — Skunk Works). Prototyp Electry (X233Y) poprvé vzlétl 23. února 1934 poháněný dvojicí hvězdicových motorů Pratt & Whitney Wasp Junior SB o výkonu po 294 kW s kovovými dvoulistými stavitelnými vrtulemi.
Stroj oficiálně získal letové osvědčení 11. srpna 1934, kdy ho také jako první vůbec uvedla na linku Chicago–Saint Paul společnost Northwest Airlines. První ze 148 sériových strojů L-10A byl ovšem předán 4. srpna (poslední pak až 18. července 1941). Dodávaly se vybavené pro dvoučlennou osádku a 8-10 cestujících.
Varianta L-10B měla instalovány pohonné jednotky Wright R-975E-3 Whirlwind po 323 kW a L-10C dvojici motorů Wasp Junior SC-1 o výkonu po 330 kW.

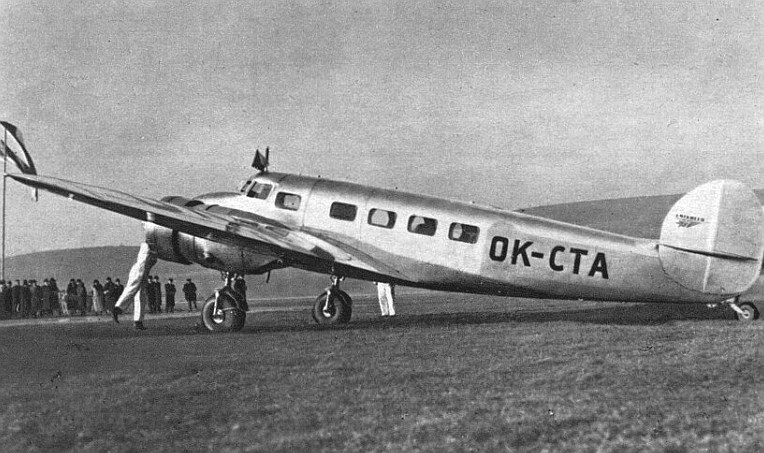
Lockheed L-10 Electra (OK-CTA)

Electra se ukázala jako velice úspěšná konstrukce, typ se velmi dobře prodával jak na domácích trzích, tak i v cizině — kupříkladu polský LOT zakoupil deset strojů, jugoslávský Aeroput osm, rumunská společnost LARES sedm a British Airways šest. Dvě Electry také před válkou létaly v Československu, používala je jako služební letouny zlínská firma Baťa (nesly imatrikulaci OK-CTA a OK-CTB).
Několik L-10 dostaly americké vzdušné ozbrojené složky, které je používaly pod označením UC-36, JO-1 a R2O-1.
Prototyp XC-35 z května 1937 měl jako první v USA přetlakový kokpit pilotů a kabinu cestujících a jeho motory byly opatřeny kompresory. Jednalo se o první letoun konstruovaný samostatně C. L. Johnsonem.

Lockheed Model 10A Electra (VH-AEC) letecké společnosti Qantas, 1941

Mimoto úspěch typu L-10 záhy vedl ke konstrukci dvou koncepčně příbuzných typů, které měly pokrýt požadavky zájemců o výkonný dopravní letoun v dalších kategoriích, vzniká tak L-12 Electra Junior pro šest cestujících, a také větší L-14 Super Electra, určená pro přepravu dvanácti až čtrnácti cestujících.
První Lockheed L-12 Electra Junior (NX 16052) byl zalétán 27. června 1936 se dvěma hvězdicovými motory Pratt & Whitney R-985-SB o výkonu po 294 kW, které roztáčely automaticky stavitelné dvoulisté vrtule Hamilton Standard. Osvědčení o letové způsobilosti úřadu CAA získal v říjnu 1936. Prvních 90 sériových strojů bylo identických s prototypem a nesly označení L-12A. Během produkce se začaly montovat výkonnější motory R-985-SB-2 po 330 kW.
Dva kusy L-12B nesly v motorových gondolách pohonné jednotky Wright R-975-E3 Whirlwind po 309 kW. Celkem bylo do roku 1942 postaveno 114 letounů L-12.
Jako první je zařadila na linku Denver-Pueblo[kde?] letecká společnost Varney Air Transport. Kromě USA byly exportovány do Spojeného království, Francie, Kanady a Austrálie. Před válkou koupilo USAAF dva stroje, které používalo pod označením C-40B, které si US Navy zapůjčovalo jako XJO-3.[zdroj⁠?!]
Další modifikací se stal typ L-212A, který byl vyzbrojen jedním pevným kulometem v přídi a jedním pohyblivým ve střelecké věži na hřbetě trupu. Letectvo Nizozemské východní Indie zakoupilo v období 1939–1941 16 strojů.
Prototyp letounu Lockheed L-14 Super Electra (X17382) vzlétl poprvé 29. července 1937 poháněný dvěma motory Pratt & Whitney Hornet S1E-G o výkonu po 551 kW, který byl později přestavěn na nákladní variantu C-14H-1.
Po něm následovalo 19 sériových strojů L-14H. Dalších 32 sériových strojů L-14H-2 mělo instalováno pohonné jednotky Hornet S1E2-G s výkonem po 643 kW.
Exportní verze L-14WF-62 byla dodávána s motory Wright Cyclone SGR-1820-F62, L-14WG-3B pak byla exportována s dvojicí motorů Cyclone GR-1820-G3B se vzletovým výkonem 900 kW.
Požadavek na vyšší rychlost L-14 některých zákazníků vedl k výrobě dvou letounů L-14N s motory Wright Cyclone GR-1820-G105, jednoho stroje L-14N-2 s pohonnými jednotkami GR-1820-G102 a jednoho kusu verze L-14N-3 s GR-1820-G105A.

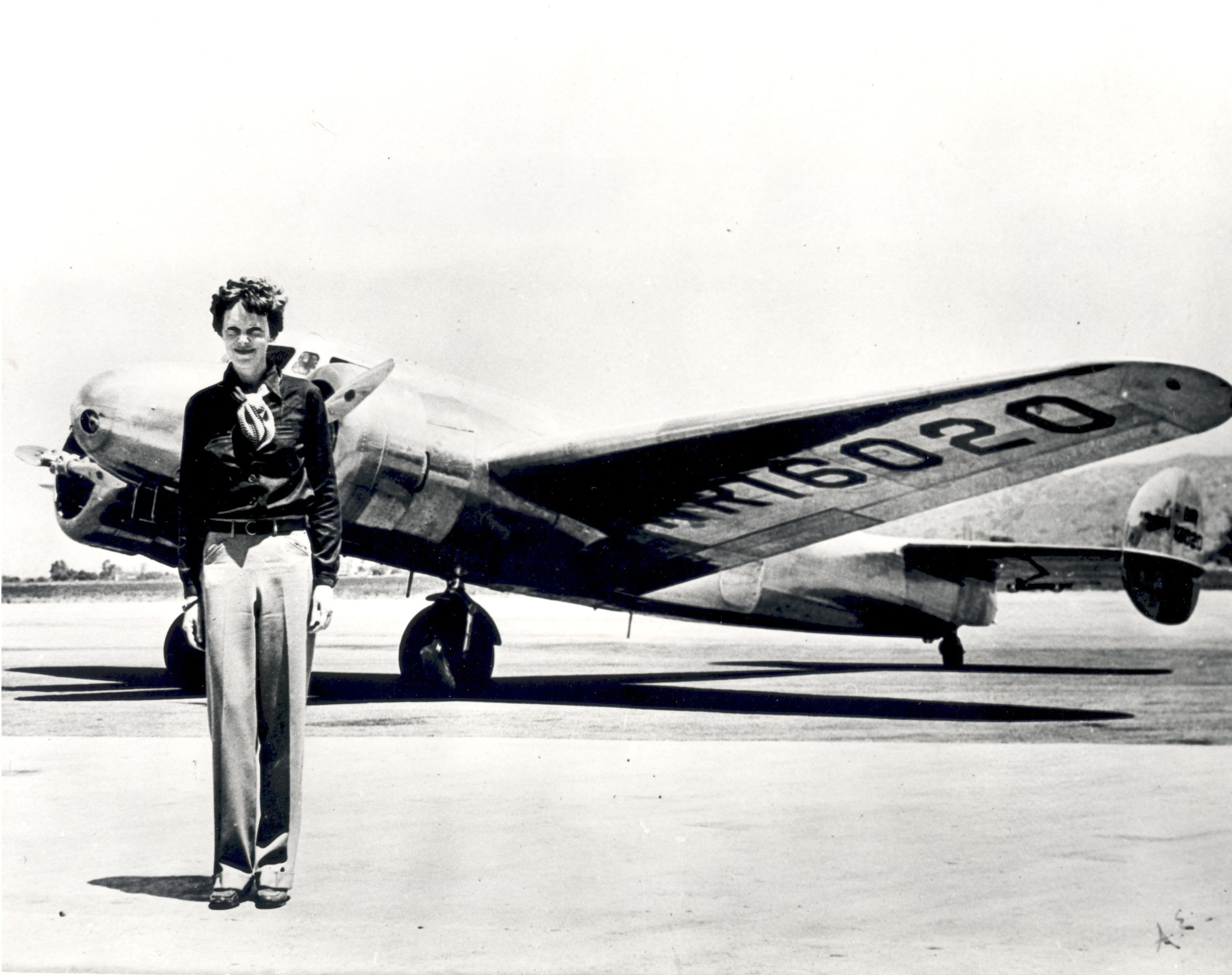
Amelia M. Earhartová před svou Elektrou

Prvním provozovatelem L-14H se od září roku 1937 stal civilní dopravce Northwest. Celková dodávka zahrnovala 11 letounů, tři z nich však během 15 měsíců služby havarovaly, což vedlo firmu k rozhodnutí o prodeji zbylých Super Electer. V USA poté L-14 létaly jen u menších provozovatelů.
Mezi další přepravce se zařadil rovněž polský LOT s 10 kusy L-14H, společnost Trans-Canada Air Lines zakoupila 16 kusů L-14H-2, KLM Royal Dutch Airlines měla 11 L-14WF-66, British Airways 8 strojů stejného typu a rumunská společnost LARES používala 4 L-14WG-3B.
V průběhu druhé světové války došlo u dvanácti kanadských L-14H-2 k výměně motorů za výkonnější Pratt & Whitney Twin Wasp S1C3-G o výkonu 882 kW, které následně nesly typové označení L-14-08. Celková produkce pro civilní sektor čítala 112 kusů.

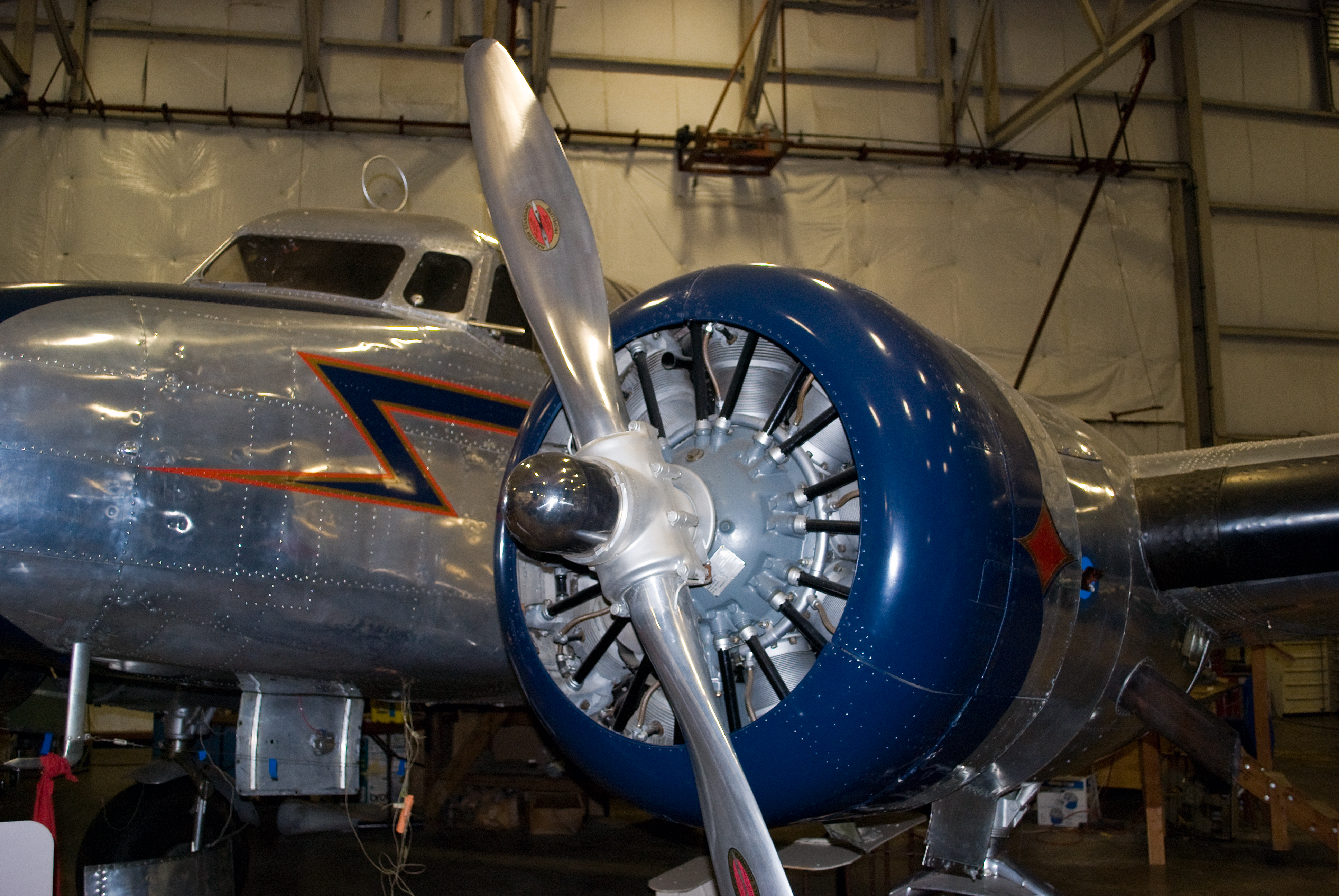
Lockheed 10A Electra, New England Air Museum

Japonská firma Tačikawa Hikoki K. K. zakoupila v roce 1938 20 strojů L-14WG-3B bez motorů a vybavení. Po kompletaci přešly do užívání dopravní společnosti Dai Nippon Koku K. K., která poté zakoupila dalších 10 plně vybavených letounů přímo z USA. Dalších 64 Super Electer vyrobila Tačikawa v licenci pod označením LO, dalších 55 postavila továrna Kawasaki, která pak letoun přepracovala a dodávala jej pro armádní letectvo jako Kawasaki Ki-56.
V červnu 1938 objednalo britské letectvo prvních 250 strojů L-14 v námořní průzkumné verzi L-214, které se pak proslavily pod označením Lockheed Hudson.

## Provoz

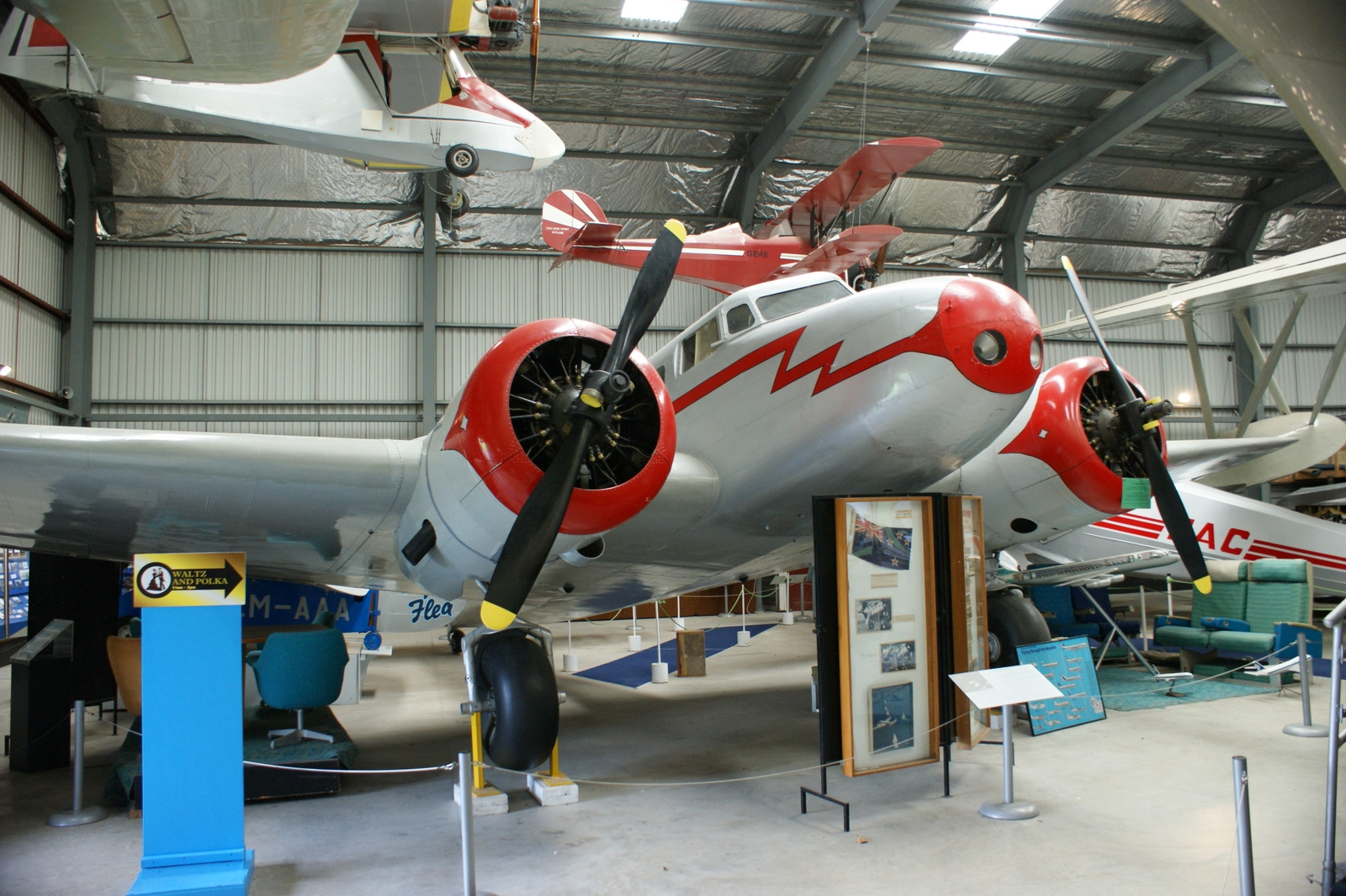
Lockheed Model 10 Electra

Z dnešního pohledu byla Electra „Gulfstreamem“ své doby. Letoun vysokých výkonů, krásných nadčasových tvarů. Navíc doby, kdy vývoj v letectví šel kupředu v řádu měsíců, nikoliv desetiletí jako je tomu dnes.
V současnosti se dochovalo méně než dvacet letounů, z nichž je méně než polovina v letovém stavu. Lockheed Electra 10 A, sériové číslo 1091, se kterým létal pod registrací OK-CTB Jan Antonín Baťa, je ve vlastnictví Leteckého Muzea Točná, která momentáně financuje jeho rekonstrukci. Letoun by měl být provozován na pražském letišti Točná.

## Popis konstrukce
Lockheed 10 Electra byl dopravní dvoumotorový dolnoplošník samonosné celokovové konstrukce se zatahovacím záďovým podvozkem. Ocasní plochy měly zdvojené SOP.
Křídlo je celokovové samonosné konstrukce, jednonosníkové, vybavené křidélky a odštěpnými vztlakovými klapkami. Centroplán tvoří celek s trupem, vnější části jsou odnímatelné. Profil nosné plochy byl osvědčený Clark Y, s relativní tloušťkou 18 procent (u kořene), plynule se snižující ke koncům křídla na 9 %. Geometrická štíhlost křídla je 6,59.
Pohon strojů verze 10-A zajišťovaly motory Pratt & Whitney Wasp Junior SB o výkonu 400 hp (cca 298 kW). Jde o vzduchem chlazený čtyřdobý zážehový hvězdicový devítiválec vybavený kompresorem, se zdvihovým objemem 16 170 cm³. Plnicí kompresor je odstředivý, hnaný jednostupňovým převodem do rychla od klikového hřídele, s převodovým poměrem 1÷10 (tj. poměr otáček klikového hřídele a kompresoru). Předepsaným palivem je benzín s oktanovým číslem nejméně 80. Vrtule má přímý náhon (pouze menší část různých verzí motoru Wasp Junior měla reduktor vrtule), unašeč vrtule je SAE No.30.
Palivové nádrže jsou v centroplánu křídla. Celková kapacita byla 734 litrů.

## Specifikace (Model 10-A Electra)

### Technické údaje
- Osádka: 2
- Kapacita: 10 cestujících
- Rozpětí: 16,764 m
- Délka: 11,760 m
- Výška: 3,073 m
- Nosná plocha: 42,577 m²
- Hmotnost prázdného stroje: 2 926 kg
- Vzletová hmotnost: 4 762 kg
- Pohonná jednotka: 2 × vzduchem chlazený čtyřdobý zážehový hvězdicový devítiválec Pratt & Whitney Wasp Junior SB o výkonu 400 hp (cca 298 kW)

### Výkony
- Maximální rychlost: 325 km/h ve výšce 1 524 m
- Cestovní rychlost: 306 km/h ve výšce 2 926 m
- Počáteční stoupavost: 347 m/min
- Dostup: 6 462 m
- Dolet: 1 304 km